# Procordulia affinis
Procordulia affinis – gatunek ważki z rodziny szklarkowatych (Corduliidae).